# Epicauta testaceipes
Epicauta testaceipes là một loài bọ cánh cứng trong họ Meloidae. Loài này được Fairmaire in Révoil miêu tả khoa học năm 1882.